# Trisiarczek diarsenu
Trisiarczek diarsenu, nazwa Stocka: siarczek arsenu(III), As
2S
3 – nieorganiczny związek chemiczny z grupy siarczków, sól kwasu siarkowodorowego i arsenu na III stopniu utlenienia. Występuje jako żółty lub żółtopomarańczowy bardzo miękki minerał aurypigment, krystalizujący w układzie jednoskośnym. Jest surowcem przemysłu chemicznego, dawniej był także używany do wyrobu farb. Jego złoża występują głównie w Peru i w Kurdystanie.